# CUS Firenze Volley
La CUS Firenze Volley è una società pallavolistica maschile di Firenze.

## Storia della società
Sorta nel 1968 all'interno del Centro Universitario Sportivo dell'Università degli Studi di Firenze, il club fu protagonista un'importante ascesa negli anni settanta, che lo portò a partecipare per la prima volta al campionato di Serie A nella stagione 1976-77. Per la riforma del campionato di A e la conseguente divisione di questo in due categorie, l'anno successivo fu ammessa alla Serie A2.
Negli anni successivi militò con regolarità in A2. Al termine della stagione 1982-83, con lo sponsor Grandi Cucine e con in panchina l'ex giocatore della Ruini ed ex allenatore dell'Ariccia Campione d'Italia Mario Mattioli, la squadra fu promossa in Serie A1 e disputò i play-off scudetto, rimanendo nella storia come l'unica squadra di A2 ad aver superato il primo turno, eliminando una formazione di A1 (la Birra Taxis Chieti) e approdando ai quarti di finale, dove fu sconfitta dalla Kappa Torino. L'esperienza dei cussini in A1 durò un anno (1983-84); nel 1985-86 la squadra, dopo due campionati poco entusiasmanti, cedette i diritti alla partecipazione e ripartì da categorie inferiori.
Attualmente milita in Serie B, nello stesso girone di un'altra gloriosa esponente dello sport universitario toscano, la CUS Pisa.